# WKB-Näherung
Die semiklassische WKB-Näherung aus der Quantenmechanik (benannt nach Gregor Wentzel, Hendrik Anthony Kramers und Léon Brillouin) liefert eine Näherung der Lösung der eindimensionalen, stationären Schrödingergleichung. Die Näherung basiert auf der Annahme, dass sich das Potential {\displaystyle V(x)} nur 'langsam' mit der Position, d. h. über die Ausdehnung einer Wellenlänge, ändert und sich daher eine Lösung aus dem konstanten Potential {\displaystyle V(x)=V_{0}} finden lässt.
Unter dieser Voraussetzung lautet die genäherte Lösung der Schrödingergleichung:
{\displaystyle \psi (x)=\left({\frac {\text{const}}{2m[E-V(x)]}}\right)^{1/4}\exp \left(\pm {\frac {i}{\hbar }}\int \mathrm {d} x'{\sqrt {2m(E-V(x'))}}\right)}
Die beiden Vorzeichen stehen für zwei unabhängige Lösungen.

## Geschichte
Die Näherung wurde 1926 fast gleichzeitig und unabhängig voneinander von den Physikern Gregor Wentzel, Hendrik Anthony Kramers und Léon Brillouin im Rahmen der Quantenmechanik publiziert, deren Initialen ihr den Namen gaben. Sie findet sich aber auch schon vorher in den Arbeiten verschiedener Mathematiker und Physiker wie Francesco Carlini (1817, in der Himmelsmechanik), George Green (1837), Joseph Liouville (1837), John William Strutt, 3. Baron Rayleigh (1912), Richard Gans (1915), Harold Jeffreys (1923). Sie wird deshalb manchmal auch WKBJ (zusätzlich nach Jeffreys) oder Liouville-Green-Methode genannt. Auch Werner Heisenberg benutzte das Verfahren 1924 in seiner Dissertation über Hydrodynamik.

## Herleitung
Aus der eindimensionalen stationären Schrödinger-Gleichung
{\displaystyle -{\frac {\hbar ^{2}}{2m}}{\frac {d^{2}}{dx^{2}}}\psi (x)+V(x)\psi (x)=E\psi (x)}
ergibt sich bei konstantem Potential {\displaystyle V(x)=V_{0}} als Lösung die ebene Welle
{\displaystyle \psi (x)=A\exp \left(\pm {\frac {i}{\hbar }}p_{0}x\right)}
mit {\displaystyle p_{0}={\sqrt {2m(E-V_{0})}}} und einer beliebigen Zahl {\displaystyle A} als Amplitude. Bei einem Potential, das sich nur schwach verändert und daher in der Größenordnung der de Broglie-Wellenlänge als konstant angesehen werden kann, kann man {\displaystyle p(x)={\sqrt {2m(E-V(x))}}} annehmen und daraus analog zum Fall des konstanten Potentials folgenden Lösungsansatz mit einer zu bestimmenden Funktion {\displaystyle S(x)} wählen.
{\displaystyle \psi (x)=A\exp \left({\frac {i}{\hbar }}S(x)\right)}
Eingesetzt in die Schrödinger-Gleichung erhält man
{\displaystyle -{\frac {i\hbar }{2m}}{\frac {d^{2}S(x)}{dx^{2}}}+{\frac {1}{2m}}\left[{\frac {dS(x)}{dx}}\right]^{2}+V(x)-E=0}
Soweit wurde keine Näherung gemacht. Wir können nun {\displaystyle S(x)} folgendermaßen in Potenzen von {\displaystyle \hbar } entwickeln
{\displaystyle S(x)=S_{0}(x)+\hbar S_{1}(x)+{\frac {\hbar ^{2}}{2}}S_{2}(x)+\dots }
Das setzt man in die Schrödingergleichung ein:
{\displaystyle {-{\frac {i\hbar }{2m}}{\frac {d^{2}}{dx^{2}}}\left(S_{0}(x)+\hbar S_{1}(x)+\dots \right)+{\frac {1}{2m}}\left[{\frac {d}{dx}}\left(S_{0}(x)+\hbar S_{1}(x)+\dots \right)\right]^{2}+V(x)-E=0}}
Nun kann man diese Terme bis zur gewünschten Ordnung berechnen und nach der Potenz von {\displaystyle \hbar } sammeln.
Jeder zu einer Potenz von {\displaystyle \hbar } gehörende Term muss dann einzeln verschwinden.
Für die zweite Ordnung lautet die Schrödingergleichung:
{\displaystyle -{\frac {i\hbar }{2m}}\left[{\frac {d^{2}}{dx^{2}}}S_{0}(x)+\hbar {\frac {d^{2}}{dx^{2}}}S_{1}(x)\right]+{\frac {1}{2m}}\left[{\frac {d}{dx}}S_{0}(x)+\hbar {\frac {d}{dx}}S_{1}(x)\right]^{2}+V(x)-E=0}
{\displaystyle {\Leftrightarrow \hbar ^{0}\left[{\frac {1}{2m}}\left({\frac {dS_{0}(x)}{dx}}\right)^{2}+V(x)-E\right]+\hbar ^{1}\left[-{\frac {i}{2m}}{\frac {d^{2}S_{0}(x)}{dx^{2}}}+{\frac {1}{m}}{\frac {dS_{0}(x)}{dx}}{\frac {dS_{1}(x)}{dx}}\right]+\hbar ^{2}\left[{\frac {1}{2m}}\left({\frac {dS_{1}(x)}{dx}}\right)^{2}-{\frac {i}{2m}}{\frac {d^{2}S_{1}(x)}{dx^{2}}}\right]=0}}
Für die Differentialgleichung im Glied nullter Ordnung in {\displaystyle \hbar }
{\displaystyle {\frac {1}{2m}}\left[{\frac {dS_{0}(x)}{dx}}\right]^{2}+V(x)-E=0}
findet man eine Lösung durch
{\displaystyle S_{0}(x)=\pm \int ^{x}{\sqrt {2m(E-V(x'))}}dx'}
und es folgt
{\displaystyle \psi (x)=A\exp \left(\pm {\frac {i}{\hbar }}\int ^{x}{\sqrt {2m(E-V(x'))}}dx'\right).}
Dieses Ergebnis beschreibt Lösungen einer eindimensionalen Schrödingergleichung im Grenzfall {\displaystyle \hbar \rightarrow 0}, welche in der Punktmechanik mit der Hamilton-Jacobi-Gleichung ein gleichwertiges Gegenstück besitzt.
Die Taylorreihenentwicklung der Exponentialfunktion zeigt jedoch die mathematische Inkonsistenz dieser einfachsten Näherung im Rahmen der klassischen Konvergenzkriterien, da jeder auftretende Summand aufgrund der Division durch {\displaystyle \hbar =0} divergiert und damit auch die Summe ohne passende Regularisierung nicht wohldefiniert ist. Außerdem ist in dieser Näherung die Beschreibung des Tunnelns {\displaystyle (V(x)>E)} problematisch, da einerseits zwar eine Näherungslösung für eine Schrödingergleichung konstruiert werden soll, für deren Lösung die Gültigkeit des Bornschen Wahrscheinlichkeitspostulats angenommen wird, andererseits aber der Limes {\displaystyle \hbar \rightarrow 0} ein klassisches Hamiltonsches Wirkungsprinzip unterstellt, welches unvereinbar mit intrinsisch quantenmechanischen Tunnelprozessen ist.
Eine zusätzliche Betrachtung erster Ordnung der Wirkungsfunktion in {\displaystyle \hbar }  fixiert die Konstante A und komplettiert die semiklassische WKB-Näherung. Eine genaue Rechnung zeigt, dass diese Näherung nur dann gut ist, wenn der Impuls {\displaystyle p_{0}=\hbar /\lambda } der Wellenfunktion wesentlich größer ist, als die örtliche Variation des Potenzials (siehe oben). Dies zeigt trotz der vollzogenen Wirkungsdiskretisierung, aufgelöst bis zur ersten Ordnung, die Nähe des Ansatzes zur klassischen strahlenoptischen Näherung, die in der geometrischen Optik durch das Eikonal und in der Hamilton-Jacobi-Theorie Anwendung findet.

## Folgerungen für die Transmission durch eine Barriere
Die WKB-Approximation wird benutzt, um nichtrechteckige Potentialbarrieren zu nähern. Dazu wird die Barriere in viele dünne rechteckige Teilbarrieren zerlegt.
Für die Tunnelwahrscheinlichkeit {\displaystyle \left|T\right|^{2}} durch die Barriere werden die Tunnelwahrscheinlichkeiten der einzelnen Segmente multipliziert. Damit ergibt sich
{\displaystyle \ln \left|T\right|^{2}\approx -2\!\int \limits _{\text{Barriere}}\!\kappa (x)\,\mathrm {d} x,}
wobei
{\displaystyle \kappa (x)={\sqrt {\frac {2m(V(x)-E)}{\hbar ^{2}}}}.}
Wie im vorherigen Abschnitt erläutert, muss die Barriere im Vergleich zur Wellenlänge {\displaystyle \lambda } der Materiewelle stückweise konstant sein, um die Näherung zu rechtfertigen.
Für hinreichend große Wellenlängen, also z. B. nahe der Umkehrpunkte klassischer Teilchenbewegungen mit {\displaystyle p\propto 1/\lambda \rightarrow 0}, kann dies nicht mehr der Fall sein. In diesen Regionen muss ein stetiger Anschluss durch exakte Lösungen, die Airy-Funktionen, erfolgen.

### Lehrbücher
- Die WKB-Näherung wird in den meisten Lehrbüchern der Quantenmechanik behandelt.[5][6]

### Originalartikel
- Brillouin, Léon: La mécanique ondulatoire de Schrödinger: une méthode générale de resolution par approximations successives. In: Comptes Rendus de l'Academie des Sciences. 183. Jahrgang, 1926, S. 24–26.
- Hendrik Anthony Kramers: Wellenmechanik und halbzahlige Quantisierung. In: Zeitschrift für Physik. Ausgabe 39, Nr. 10. Springer, 1926, ISSN 0939-7922, S. 828–840, doi:10.1007/BF01451751.
- Gregor Wentzel: Eine Verallgemeinerung der Quantenbedingungen für die Zwecke der Wellenmechanik. In: Zeitschrift für Physik. Band 38, Nr. 6–7, Juni 1926, S. 518–529, doi:10.1007/BF01397171.